# 신철식
신철식(申喆湜, 1954년 6월 27일 ~ , 경북 칠곡)은 대한민국의 경제 관료, 행정 관료, 정무직 관료, 기업인이다. 본관은 평산(平山)이며 국무총리를 지냈던 신현확의 장남이기도 하다.
경기고등학교와 서울대학교 경제학과를 나왔고, 서울대학교 대학원에서 행정학 석사 학위를, 미국 스탠퍼드 대학교 경영대학원에서 경영학 석사 학위를 취득했다.
제22회 행정고등고시에 합격하여 공직에 입문했고, 경제기획원 산업과장, 재정경제원 예산실 투자기관관리과장, 기획예산처 기금정책국장, 기획예산처 정책홍보관리실장을 거쳐 국무조정실 정책차장(차관급)을 끝으로 공직에서 물러났다.
그 후 민간분야에서 우호문화재단 이사장과 STX그룹 부회장 및 STX 미래연구원장으로 활동하고 있다. 2016년엔 광운대학교 이사장으로 선출되었다.
| 전임 박종구 | 제8대 국무조정실 정책차장 2007년 1월 25일 ~ 2008년 2월 29일 | 후임 김영철 (국무총리실 사무차장) |